# Yohan Rosso
Yohan Rosso (Francia, 3 de junio de 1982) es un árbitro internacional de baloncesto. Pertenece a la Fédération Française de BasketBall (FFBB) y dirige habitualmente en la Betclic Élite francesa y en la Basketball Champions League (BCL). A nivel de selecciones, fue uno de los tres árbitros de la final de la Copa del Mundo FIBA 2019 (España–Argentina) y formó parte del cuadro arbitral de los Juegos Olímpicos de París 2024 (masculino), con designaciones en cuartos de final y en el partido por el tercer puesto.

## Trayectoria
Formado en el arbitraje francés y adscrito a la FFBB, Rosso es árbitro principal en la Betclic Élite y ha aparecido en piezas oficiales de la liga, como el «mic’d up» de las finales de 2022. 
En BCL es uno de los oficiales con más continuidad, con designaciones en las Final Four de 2023 (Málaga), 2024 (Belgrado) y 2025 (Atenas). 
La FFBB ha difundido su perfil como referente del arbitraje nacional, repasando su camino hasta la final mundial de 2019.

## Competiciones internacionales (selección)
- Copa del Mundo FIBA 2019: árbitro de la final Argentina–España (Pekín, 15/09/2019).[12][13]
- Copa del Mundo FIBA 2023: presencia en primera fase y cruces (p. ej., EE. UU.–Montenegro, Serbia–Canadá, Alemania–Letonia).[14][15][16]
- Juegos Olímpicos París 2024: árbitro seleccionado por FIBA (lista oficial) y designado en cuartos de final Serbia–Australia y en el partido por el tercer puesto Alemania–Serbia.[17][18][19]

## Basketball Champions League
Rosso integra de forma estable el plantel de árbitros de la BCL, con designaciones en rondas decisivas. Entre otras:
- Cuartos 2023–24: Lenovo Tenerife – Tofaş Bursa (04/04/2024).[20]
- Final Four 2022–23 (Málaga): árbitro en la fase final.[21]
- Final Four 2023–24 (Belgrado): árbitro en semifinales (Tenerife–Unicaja).[22]
- Final 2024–25 (Atenas): integrante del trío arbitral de la final.[23]

## Partidos destacados (selección)
- Copa del Mundo 2019 – Final: Argentina 75–95 España (Pekín, 15/09/2019).[24]
- Copa del Mundo 2023 – QF: Alemania 81–79 Letonia (06/09/2023, Manila).[25]
- Juegos Olímpicos 2024 – Cuartos: Serbia – Australia (08/08/2024, París).[26]
- Juegos Olímpicos 2024 – 3.º puesto: Alemania – Serbia (10/08/2024, París).[27]

## Reconocimientos
- Mejor árbitro de Betclic Élite 2022–23 (Trophées LNB).[28]